# Mania (film, 1985)
Pour les articles homonymes, voir Mania.
Pour plus de détails, voir Fiche technique et Distribution.
Mania (Μανία) est un film grec réalisé par Yórgos Panoussópoulos, sorti en 1985.

## Synopsis
Zoe doit partir suivre une formation en informatique aux États-Unis mais une expérience la transforme alors qu'elle visite le jardin national d'Athènes avec sa fille.

## Fiche technique
- Titre : Mania
- Titre original : Μανία
- Réalisation : Yórgos Panoussópoulos
- Scénario : Yórgos Panoussópoulos
- Musique : Nikos Xydakis
- Photographie : Yórgos Panoussópoulos
- Montage : Yórgos Panoussópoulos
- Production : Yórgos Panoussópoulos
- Société de production : Filmakers Corporation, Giorgos Panousopoulos EPE et Spentzos Films
- Pays :  Grèce
- Genre : Aventure
- Durée : 92 minutes
- Dates de sortie : 
  -  Grèce : 6 octobre 1985

## Distribution
- Alessandra Vanzi : Zoi Syropoulou
- Aris Retsos
- Antonis Theodorakopoulos

## Distinctions
Le film a été présenté en sélection officielle en compétition lors de Berlinale 1986.